# William Henry Leonard Poe
William Henry Leonard Poe, generalmente llamado Henry Poe (Boston, Massachusetts; 30 de enero de 1807-Baltimore, Maryland; 1 de agosto de 1831), fue un marinero y poeta amateur estadounidense, hermano mayor de Edgar Allan Poe y Rosalie Poe.
Tras la muerte de sus padres, los tres niños Poe fueron separados: Henry vivió con la familia en Baltimore, Maryland, mientras que Edgar y Rosalie quedaron al cuidado de dos familias diferentes en Richmond, Virginia. Antes de los veinte años, su trabajo de marinero lo había llevado de viaje a lo largo del globo; posteriormente, volvió a Baltimore, donde llegó a ser un autor y poeta publicado. Su obra The Pirate (El pirata) fue el recuento ficticio de la relación que su hermano mantuvo con Sarah Elmira Royster en Richmond. Henry murió de tuberculosis en 1831 a los veinticuatro años de edad.
Fue una inspiración para la vida y obra de su hermano, con quien compartía un estilo de escritura similar. Edgar utilizó por un tiempo el alias "Henri Le Rennet", inspirado por el nombre de su hermano. Entre su influencia en la escritura de Edgar se incluye un personaje en la novela La narración de Arthur Gordon Pym y el nombre del personaje principal del poema Lenore.

## Biografía

Árbol genealógico Poe y Clemm.

William Henry Leonard, que se hacía llamar Henry, nació el 30 de enero de 1807, hijo de los actores ambulantes Eliza Poe y David Poe, hijo, cuatro meses antes que su compañía comenzara a actuar en Boston. Su segundo hijo, Edgar, nació el 19 de enero de 1809, y su hija, Rosalie, en diciembre de 1810. Antes de julio de 1809, David Poe abandonó a su familia, a pesar de que poco se sepa sobre su desaparición. Puede haber muerto en Norfolk, Virginia el 11 de diciembre de 1811. Eliza Poe murió de tuberculosis el 8 de diciembre de 1811, dejando huérfanos a sus tres hijos.
Durante la enfermedad de su madre, Henry había quedado al cuidado de sus abuelos paternos, mientras que Edgar y Rosalie habían sido cuidados por un matrimonio de actores amigos de sus padres, Sr. y Sra. Luke Usher. Es probable que los niños estuviesen junto a Eliza cuando murió. En uno de sus poemas, Henry describe el «largo... último adiós» que ella les dio, junto con un mechón de pelo para que la recuerden. Tras su muerte, los tres niños fueron separados; Henry volvió con sus abuelos en Baltimore, Maryland, Edgar fue adoptado por la familia Allan de Richmond y Rosalie por la Mackenzie, también de Richmond.
Henry fue criado por sus abuelos, Elizabeth Cairnes Poe y David Poe, Padre. Su abuelo había sido un intendente militar de la Guerra de Independencia de los Estados Unidos, y había pagado por provisiones de su propio bolsillo, incluyendo 500 dólares para uniformes de las tropas. Su compromiso le valió el respeto y la amistad del Marqués de La Fayette y el título honorario de «General». Murió en 1816, y su esposa, a pesar de ser enfermiza y estar postrada, sobrevivió a su nieto y murió el 7 de julio de 1835.
Henry mantuvo un contacto esporádico con su hermano menor a medida que ambos crecían, a menudo por correspondencia, e incluso lo visitó una vez en los años 1820. En dicha ocasión, Edgar le presentó a su novia de la infancia, Sarah Elmira Royster. John Allan, padre adoptivo de Edgar, también mantenía correspondencia con Henry. En una carta, fechada el 1 de noviembre de 1824, Allan se disculpaba por la tardanza de Edgar en responderle una carta, quejándose de que su hijo adoptivo «tiene poco más que hacer, ya que nada hace... El muchacho no posee ni una chispa de afecto por nosotros, ni una partícula de gratitud por todo el cuidado y cariño hacía él».
Antes de sus veinte años, Henry sirvió en América del Sur y en otros lugares a bordo de la fragata USS Macedonian. Como parte de la tripulación del Macedonian, visitó las Indias Occidentales, el Mediterráneo y Rusia. En 1827, regresó a Baltimore, donde se estableció junto con su abuela, su tía Maria Clemm, y sus dos primos Henry y Virginia. Por ese tiempo, fue descrito como un «joven delgado y afable, con ojos oscuros e inexpresivos» que poseía una «belleza personal singular».

### Escritos
En Baltimore, mientras trabajaba en un despacho legal, desarrolló su interés por la escritura. Escribió versos inspirados por Lord Byron y dio varios recitales. La edición del 19 de mayo de 1827 del North American, or, Weekly Journal of Politics, Science, and Literature de Baltimore publicó su Dreams (Sueños), un poema en el que lamenta la diferencia entre el mundo de los sueños y la realidad. La edición del 27 de octubre del mismo periódico publicó el cuento The Pirate (El pirata), una ficcionalización del amorío de su hermano con Royster. El personaje principal se llamaba Edgar Leonard, una combinación de los nombres de los dos hermanos, y perseguía a una mujer llamada Rosalie, nombre prestado de su hermana. Edgar Leonard en un momento exclama: «Perdí a mis padres a una temprana edad... y quedé al cuidado de unos parientes.»
Uno de sus poemas, titulado Original, era virtualmente idéntico a uno de los primeros poemas de Edgar, publicado en Tamerlane and Other Poems, conocido hoy en día como The Happiest Day, The Happiest Hour (El día más feliz, la hora más feliz). Edgar lo escribió mientras servía en el ejército, y se lo envió a Henry, que lo hizo publicar en la edición del 15 de septiembre de 1827 del North American. Los poemas de Henry generalmente poseen una temática melancólica, desesperanzada, y presentan mujeres que mueren y abandonan a sus seres queridos, quienes sueñan con su reencuentro. Muchos son tan similares a los primeros trabajos de Edgar que podrían haber sido esfuerzos colaborativos.

### Muerte

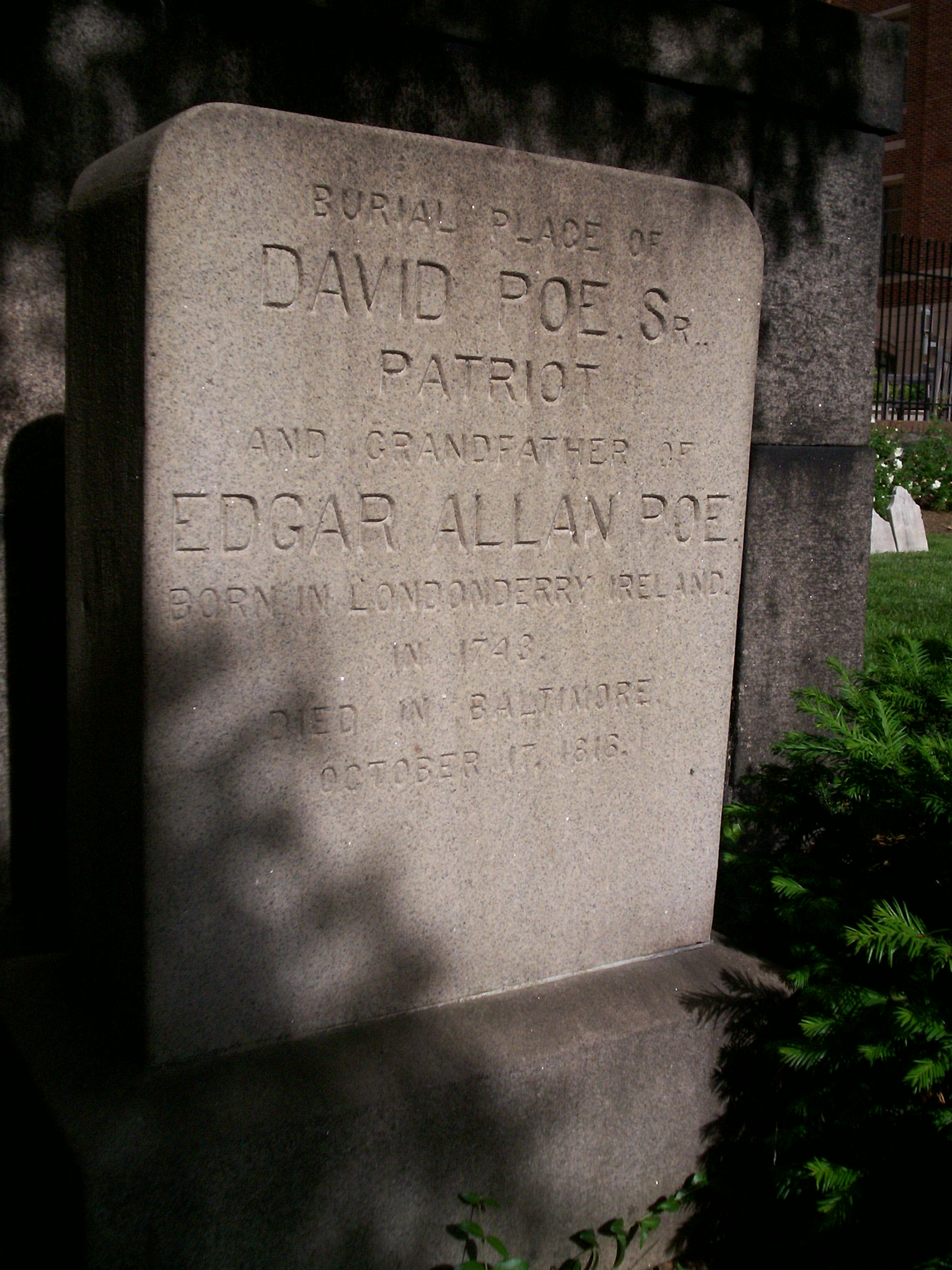
Tumba de David Poe, Padre, abuelo de William Henry Leonard Poe. La piedra también marca el lugar de la parcela de la familia Poe en el cementerio de Westminster (Westminster Hall and Burying Ground), donde está enterrado Henry.

Henry, que era un gran bebedor y podría haber sido alcohólico, murió de tuberculosis el 1 de agosto de 1831, en Baltimore, probablemente en la misma habitación o incluso en la misma cama que compartía con su hermano. Tenía 24 años. Fue enterrado en lo que hoy en día es el cementerio de Westminster (Westminster Hall and Burying Ground), donde su hermano también sería enterrado varios años más tarde. Su esquela deletreó incorrectamente su nombre como "W. H. Hope".

## Influencia
Edgar Allan Poe era muy cercano a su hermano, como escribió: «No puede haber un lazo más fuerte que aquel entre hermanos - no es lo mucho que se quieren entre sí, sino que ambos quieren a los mismos padres». Edgar ocasionalmente utilizaba el alias "Henri Le Rennet", una versión francesa del nombre de su hermano mayor. También fue inspirado por los viajes que Henry realizó, a menudo incorporando algunas de las aventuras oceánicas de su hermano a su propia obra. El personaje de August Barnard en la novela La narración de Arthur Gordon Pym (1836) parece haber sido inspirado por Henry, especialmente en sus viajes a través de los mares y su costumbre de beber. Edgar podría también haber transformado el nombre de su hermano en el del personaje principal del poema Lenore.

## Lectura complementaria
- Allen, Hervey y Thomas Ollive Mabbot. Poe's Brother. Nueva York: George H. Doran Company, 1926.
- Brenner, Rica. 12 American Poets Before 1900. Freeport: Harcourt, 1933.
- Thomas, Dwight y David K. Jackson. The Poe Log. Boston: G.K. Hall & Co, 1987.
- Wood, Clement. The Poets of America. Nueva York: E.P. Dutton & Co, 1925.